# Chris Claiborne
Christopher Ashon Claiborne (San Diego, 26 luglio 1978) è un ex giocatore di football americano statunitense che ha militato nel ruolo di linebacker nella National Football League.

## Biografia
Al college, Claiborne giocò a football a USC, dove fu premiato come All-American e vinse il Butkus Award, assegnato al miglior linebacker della nazione. Fu scelto come nono assoluto nel Draft NFL 1999 dai Detroit Lions. Vi giocò per quattro stagioni, mettendo a segno almeno cento tackle nelle ultime tre. In seguito giocò per Minnesota Vikings (2003-2004), St. Louis Rams (2005), New York Giants (2006) e Jacksonville Jaguars (pre-stagione 2007).

## Palmarès
- All-American - 1998
- Butkus Award - 1998
- PFWA All-Rookie Team - 1999

## Statistiche
| Partite             | 105  |
| Partite da titolare | 89   |
| Tackle              | 562  |
| Sack                | 15,0 |
| Intercetti          | 8    |